# Hattnau
Hattnau (mundartlich: Hatnao) ist ein Ortsteil der bayerisch-schwäbischen Gemeinde Wasserburg im Landkreis Lindau (Bodensee) in Deutschland.

## Geographie

### Lage
Das Dorf liegt nordwestlich des Hauptorts Wasserburg.

## Geschichte
Hattnau wurde erstmals urkundlich im Jahr 1344 als Hattenǒw erwähnt. Der Ortsname stammt vom Personennamen Hatto bzw. Haddo ab. 1635 überlebte nur eine Bewohnerin Hattnaus die Pest.

„Etz hot'ses aber!“

„Jetzt ist es vorbei!“

Im Jahr 1824 wurde die damals im Ort befindliche baufällige Markus-Kapelle profaniert. Sie diente später als Feuerwehrhaus. 1910 wurde die Schule in Hattnau neu gebaut, die im Jahr 1969 geschlossen wurde. Im Jahr 1994 wurde die ehemalige Kapelle für den Bau eines neuen Feuerwehrhauses zum Teil abgerissen.

## Baudenkmäler
Siehe auch: Liste der Baudenkmäler in Hattnau

## Verkehr
Durch Hattnau verläuft der Oberschwäbische Jakobsweg sowie der Bodensee-Rundweg.